# زدرافكو رايكوف
زدرافكو رايكوف (بالصربية: Здравко Рајков)‏ (مواليد 5 ديسمبر 1927) هو لاعب كرة قدم. يلعب مع منتخب يوغوسلافيا لكرة القدم. سبق له أن لعب في كأس العالم لكرة القدم مع منتخب بلاده.

## روابط خارجية
- زدرافكو رايكوف على موقع الاتحاد الدولي (مؤرشف)  (الإنجليزية)
- زدرافكو رايكوف على موقع قاعدة بيانات كرة القدم.إي يو (الإنجليزية)
- زدرافكو رايكوف على موقع بيانات كرة القدم. دي إي (الألمانية)
- زدرافكو رايكوف على موقع ناشيونال فوتبول تيمز (الإنجليزية)
- زدرافكو رايكوف على موقع Soccerway.com (الإنجليزية)
- زدرافكو رايكوف على موقع عالم كرة القدم.نت (الإنجليزية)
- زدرافكو رايكوف على موقع أوليمبيديا (الإنجليزية)